# سرعت بیش از ۳۰ کیلومتر بر ساعت ممنوع
سرعت بیش از ۳۰ کیلومتر بر ساعت ممنوع جزء نشان‌های بازدارنده یا انتظامی راهنمایی و رانندگی است. وسایل نقلیه در مسیرهایی که این تابلو نصب است به هیچ وجه نباید سرعت‌شان را از ۳۰ کیلومتر بر ساعت بیشتر کنند. این نشان معمولاً" در خیابان‌های فرعی و گذرگاه‌هایی که سرعت زیاد برای راننده و افراد پیاده ایجاد خطر می‌کند، نصب می‌شود. این نشان در ایران نیز رایج است.

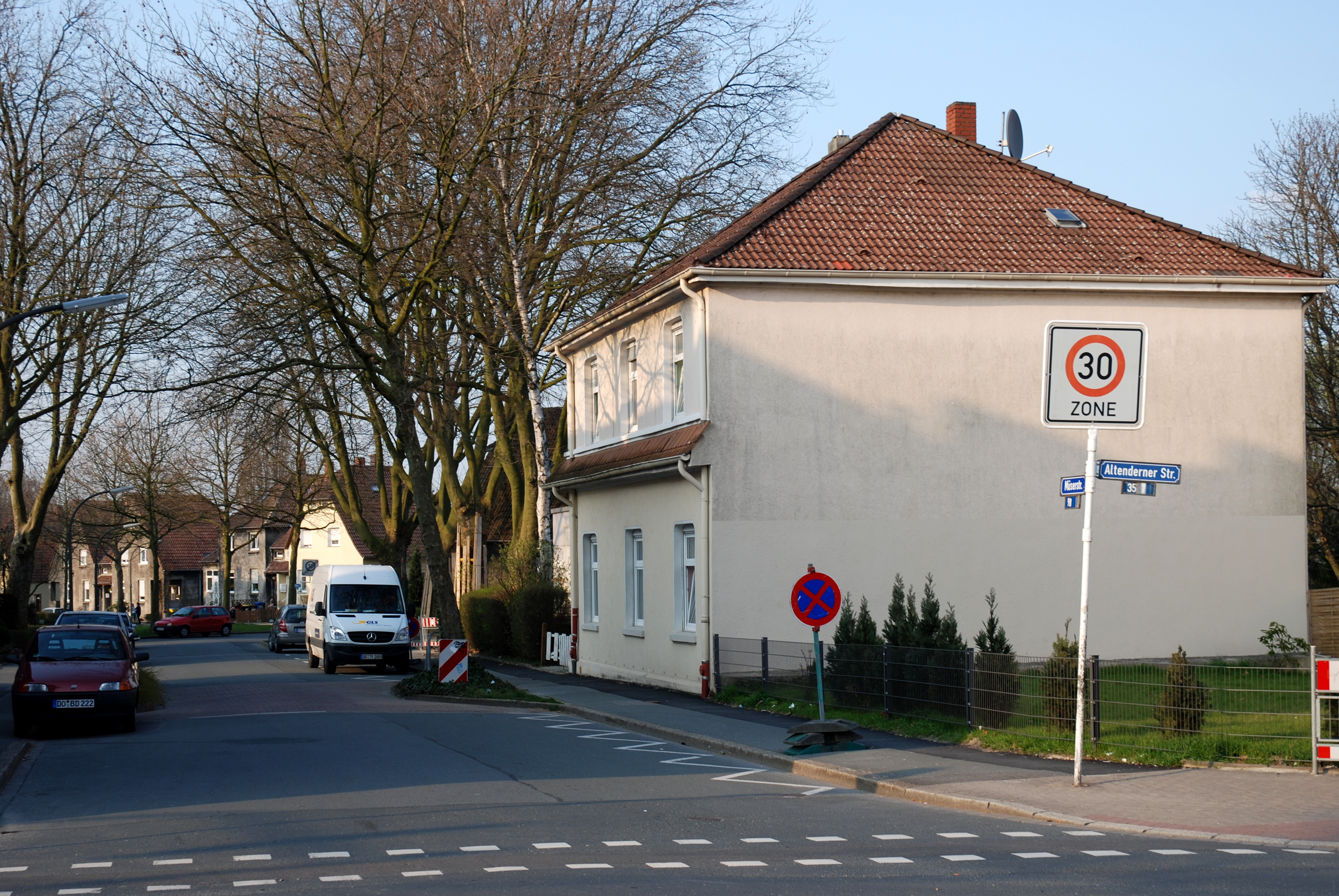
تابلو سرعت بیش از ۳۰ کیلومتر بر ساعت ممنوع (در یک منطقه ای مشخص)